# Iturrama

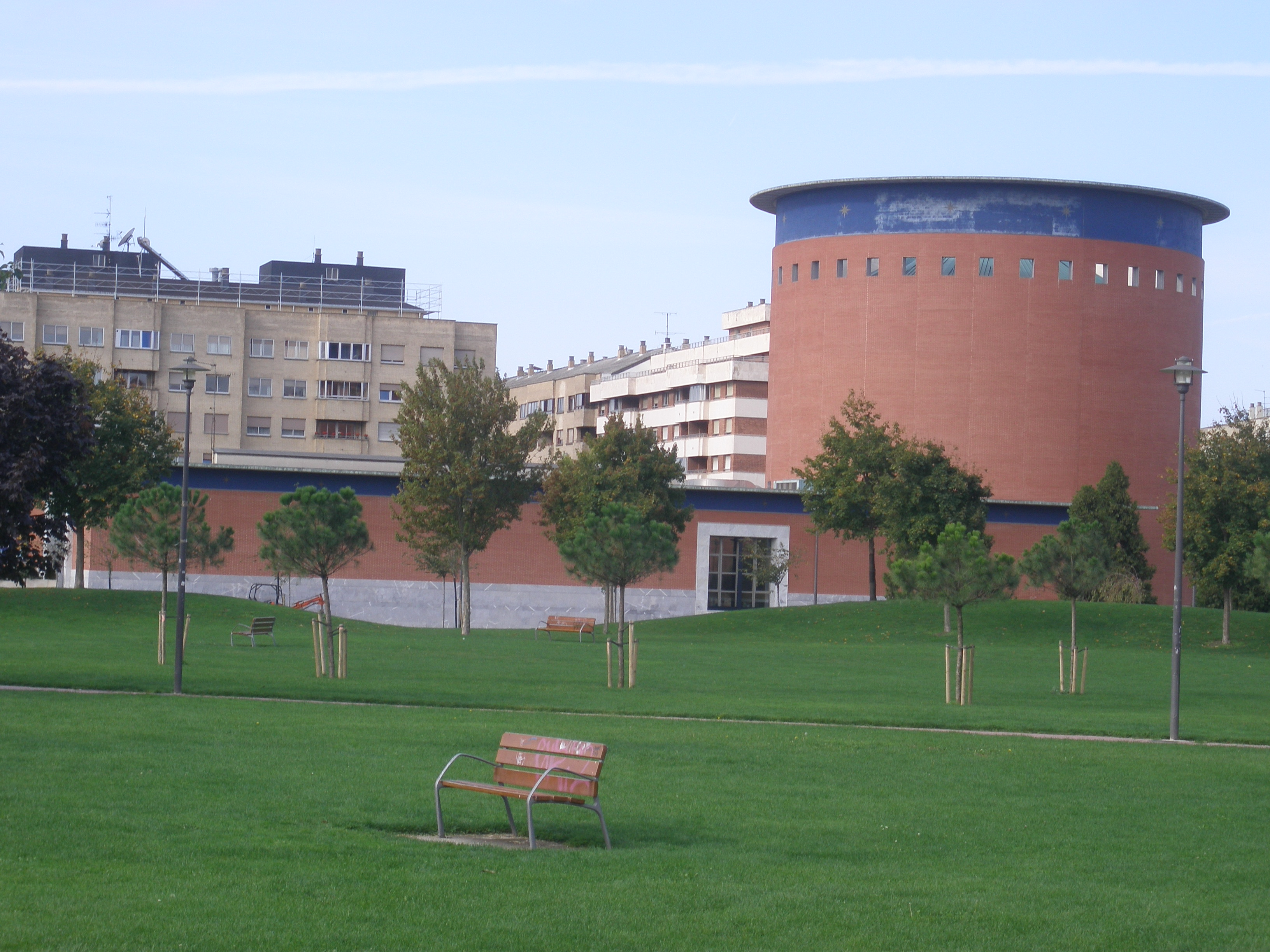
Planetari de Pamplona

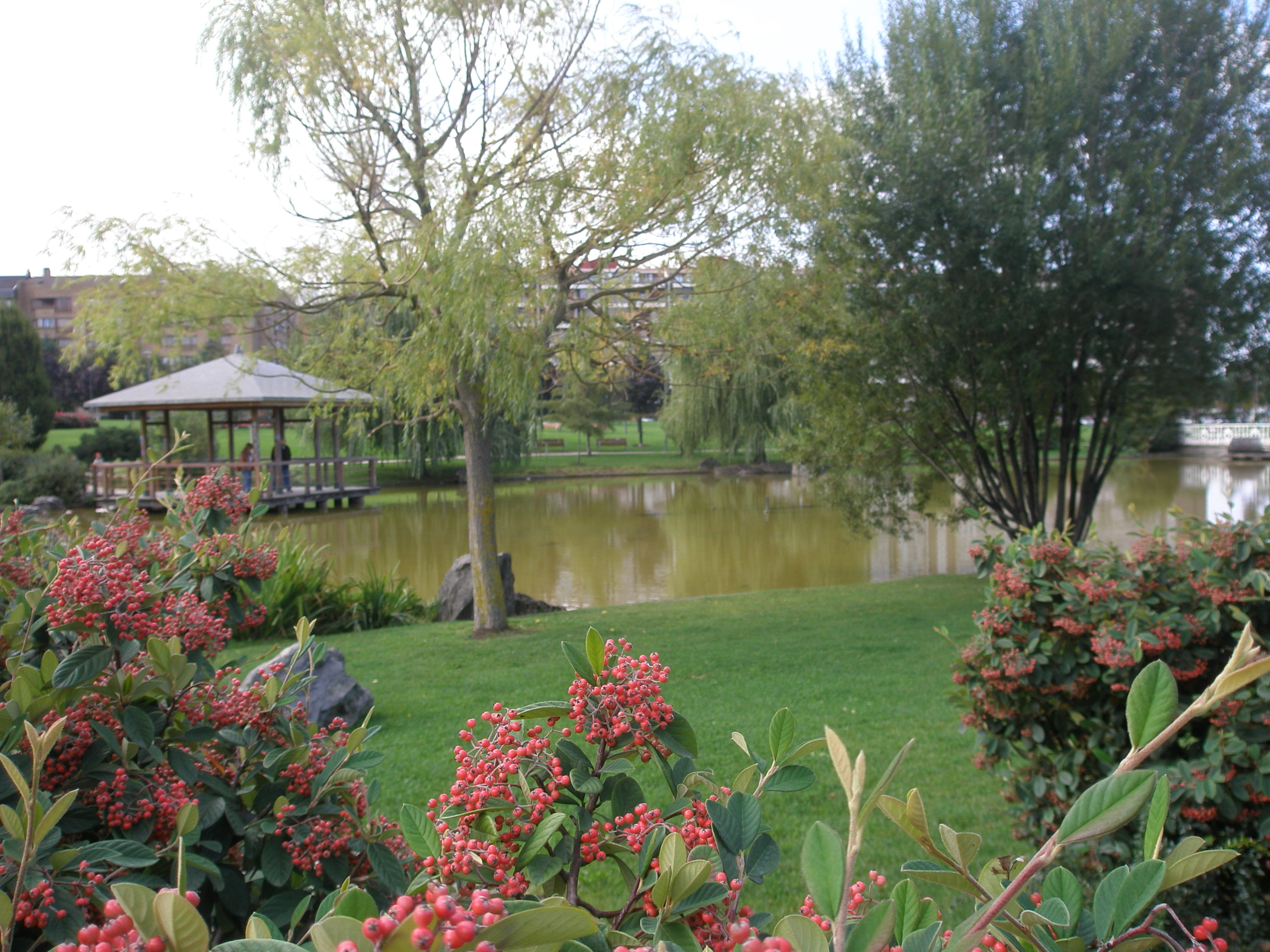
Llac al parc Yamaguchi.

Iturrama és un barri de la ciutat de Pamplona, capital de la Comunitat Foral de Navarra. Té una població de 24.846 habitants (cens de 2008). Limita al nord amb San Juan / Donibane, al sud amb el campus de la Universitat de Pamplona, Azpilagaña i Milagrosa / Arrosadia, a l'oest amb Ermitagaña i a l'est amb la Ciutadella de Pamplona. Es va construir entre els anys 1960 i 70, al costat de San Juan, forma part de l'anomenat Tercer Eixample de Pamplona.

## Història
El nom d'Iturrama, prové de la deu o font ferruginosa que existia al final de l'actual carrer Fuente del Hierro. En el basc que es parlava a aquesta zona, Iturrama volia dir 'deu', 'font'.
Anteriorment als anys 60 del passat segle, existia en l'espai ocupat avui pel barri, un conjunt d'edificis d'habitatges unifamiliars, generalment de planta baixa més una altura, aïllades i de tipologia semiurbana, que comprenien dos nuclis, anomenats respectivament Iturrama Viejo i Iturrama Nuevo', situats aproximadament a l'Est de l'actual carrer Fuente de Hierro i a l'Oest i Nord-oest d'aquest carrer. Les últimes cases d'aquest solar van ser derrocades el 14 de gener del 2009 per donar pas a pisos de luxe. Aquest conjunt es trobava separat de la ciutat per la Ciutadella, i per les vies de l'antic tren que portava a Sant Sebastià
El barri, va trigar a desenvolupar-se fins a la segona meitat del segle xx, per les restriccions imposades per les autoritats militars, a l'edificació en l'exterior de la ciutat, sobretot en llocs propers al recinte emmurallat o a zones d'interès militar.
Desaparegudes aquestes restriccions, es van ser realitzant els successius Eixamples.

## El Barri
Urbanísticament, es tracta d'un barri d'illes de cases obertes, amb edificis d'habitatges col·lectius en blocs d'altura superior a l'habitual a Pamplona, la qual cosa li dona una densitat de població considerable.
Es va traçar entorn de tres carrers transversals (Iturrama, Serafín Olave i Sancho el Fuerte, aquesta última seguint el recorregut de l'antiga via del ferrocarril), i tres perpendiculars (Esquíroz, Iñigo Arista i Fuente del Hierro). Es van crear gans illes entre els carrers. El límit del barri és, d'una banda, l'avinguda que el separa de San Juan, l'Avinguda de Pío XII i al costat oposat, toca al barri d'Abejeras després del carrer Esquíroz.
El barri té set centres d'ensenyament. Entre els quatre públics, dels quals dos ensenyen en basc: la Ikastola Amaiur i l'Institut Iturrama; i dos en castellà: l'Institut Torre Basoko i el Col·legi Públic d'Iturrama. Els centres concertats són Santa Catalina, Santíssims Sagrament i Cardenal Larraona, pertanyents a ordes religiosos catòlics.

## Comunicacions
Línies del Transport Urbà Comarcal que comuniquen el barri d'Iturrama amb la resta de la ciutat i la Conca de Pamplona.
| Línia    | Trajecte                          | Horari        | Freqüència |
| -------- | --------------------------------- | ------------- | ---------- |
| Línia 2  | Cortes de Navarra – Echavacoiz    | 06:55 - 22:15 | 10´        |
| Línia 4  | Barañain – Villava- Huarte- Arre  | 06:30 - 22:30 | 6´         |
| Línia 15 | P. Sarasate- Zizur Mayor - Ardoy  | 06:30 - 22:15 | 12-15´     |
| Línia 19 | C. Monte Monjardín - Barañáin     | 06:30 - 22:22 | 15´        |
| Línia 5  | Orvina 3 - Universitat de Navarra | 06:30 - 22:15 | 15´        |